# Mary Brave Bird
Mary Brave Bird, auch bekannt als Mary Brave Woman Olguin, Mary Crow Dog, Mary Ellen Moore-Richard (* 26. September 1954 in Rosebud, South Dakota; † 14. Februar 2013 Crystal Lake, Nevada) war eine Lakota Sioux-Aktivistin. In den 1970er Jahren war sie Mitglied der indianischen Widerstandsbewegung American Indian Movement (AIM). Ihre Autobiographie Lakota Woman gewann 1991 den American Book Award und wurde 1994 verfilmt.

## Lebensweg
Mary Ellen Brave Bird wurde in den Lakota-Stamm der Sicangu Oyate (auch bekannt als Brulé) geboren, der im Rosebud-Reservat in South Dakota beheimatet ist. Sie wuchs bei ihren Großeltern auf und wurde von ihnen erzogen, während ihre Mutter bei einer Krankenpflegeschule studierte und arbeitete. Brave Bird wurde von ihrem traditionell indianischen Umfeld geprägt, insbesondere durch ihren Großonkel Dick Fool Bull, welcher ihr die Peyotereligion nahebrachte. Während der 1960er ging Brave Bird zur St. Francis Indian School in St. Francis, Süd-Dakota, einer Römisch-Katholischen Klosterschule. Als Schülerin beschrieb sie Missbrauch und Verfehlungen von Priestern und Nonnen und wurde dafür bestraft. Einige dieser Erfahrungen schilderte sie in ihrer Biografie Lakota Woman im Kapitel Civilize Them With a Stick.
1971 trat Brave Bird dem AIM bei, fasziniert von einer Rede Leonard Crow Dogs, des spirituellen Führers des AIM. Sie nahm an mehreren bekannten Meetings und Widerstandsbewegungen teil. Dazu zählen 1972 der Marsch der Gebrochenen Verträge und die anschließende Belagerung des BIA-Hauptsitzes in Washington, D.C. Sie war auch Teil der 1973 stattfindenden Besetzung von Wounded Knee. Während dieser Protestbewegung wurde ihr erstes Kind Pedro geboren – die einzige Geburt während der Belagerung. Für Birds Tapferkeit gaben ihr zwei Medizinmänner den Namen Ohitika Win oder Brave Woman.
Bald darauf heiratete sie Crow Dog, mit dem sie zwei Söhne, Anwah und June Bug und eine Tochter, Jennifer, hatte. Später erfolgte auf ihren Wunsch aber die Scheidung. 1991 heiratete sie Rudi Olguin und hatte zwei Kinder: die Tochter Summer Rose und den Sohn Rudi. Nach der Trennung von Olguin blieb sie mit ihren jüngsten Kindern im Rosebud-Reservat. Sie wurde Großmutter und blieb weiterhin in der Native American Church tätig.

## Karriere als Autorin
Brave Bird ist Autorin zweier Autobiographien, Lakota Woman (1990) und Ohitika Woman (1993). Der bekannte Indianerrechtler Richard Erdoes unterstützte sie bei der Publikation. Lakota Woman wurde unter dem Namen Mary Crow Dog veröffentlicht und gewann 1991 den American Book Award. Es beschreibt ihr Leben bis 1977. Ohitika Woman setzt ihre Lebensgeschichte fort.
Brave Bird’s Bücher beschreiben die Verhältnisse der Lakota-Indianer und ihr eigenes Aufwachsen im Rosebud-Reservat. Auch die Verhältnisse im benachbarten Pine Ridge Reservat unter der Führung des Stammesvorsitzenden Dick Wilson sind Gegenstand der Texte. Brave Bird schrieb ebenfalls über die Rolle des FBI, des Büros für indianische Angelegenheiten (BIA) und die Behandlung der Indianer und ihrer Kinder in der Mitte des 20. Jahrhunderts. Der Fokus des Werks liegt auf den Themen Geschlecht, Identität und Rasse. Beide Bücher wurden ins Deutsche, Französische und Niederländische übersetzt.

## Filme
Crow Dog und Brave Bird hatten einen kurzen Auftritt in dem 1991 gedrehten Film The Doors von Regisseur Oliver Stone.
Brave Bird’s Autobiographie wurde 1994 als Lakota Woman: Siege at Wounded Knee verfilmt. Es wurde von TNT und Jane Fonda produziert. In der Hauptrolle als Mary Brave Bird übernahm Irene Bedard. In diesem Film werden die Ereignisse in Wounded Knee um 1973 und der Aufstand des American Indian Movement dargestellt. Brave Bird hatte einen kurzen Auftritt in diesem Film.

## Zitat
“None of us had any illusions that we could take over Wounded Knee unopposed. Our message to the government was: ‘Come and discuss our demands or kill us’.”

## Bibliographie
- Mary Crow Dog (Co-Autor Richard Erdoes): Lakota Woman. New York: Grove Weidenfeld, 1990, mehrere Auflagen, zuletzt 2011.
- Mary Brave Bird (Co-Autor Richard Erdoes): Ohitika Woman. New York: Grove Press, 1993, mehrere Auflagen, zuletzt 2009.